# هاناگلاس

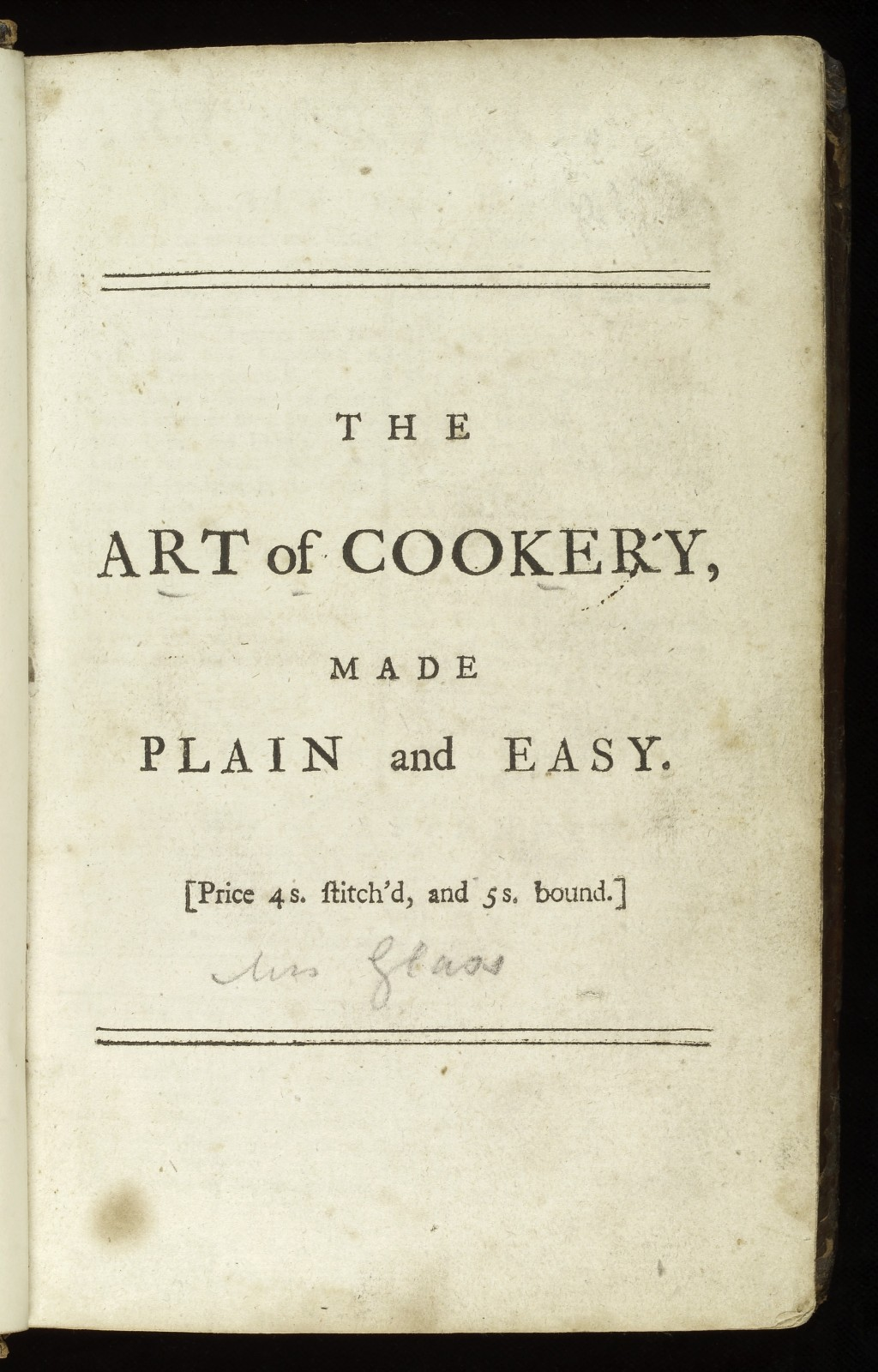
تصویر جلد کتاب

هانا گلاس (به انگلیسی: Hannah Glasse)؛ (۲۸ مارس ۱۷۰۸ تا ۱ مارس ۱۷۷۰) نویسنده پرفروش‌ترین کتاب آشپزی قرن هجده میلادی است. کتاب او با عنوان The Art of Cookery made Plain and Easy ابتدا در سال ۱۷۴۷ میلادی منتشر شد، این کتاب در سال اول چاپ مجدد شد و تا سال ۱۸۴۳ میلادی ۲۰ بار تجدید چاپ شد. وی سپس کتابهای «فهرست خدمتگزاران» و «آشپزی کامل» را نوشت. هیچ‌کدام از این کتابها به موفقیت کتاب اول وی دست نیافتند.

## زندگی‌نامه
او در سال ۱۷۰۸ در لندن متولد شد. او در سال ۱۷۲۴ با یک سرباز ایرلندی به نام جان گلاس ازدواج کرد.